# Jimmy Schmidt
Jimmy Schmidt, vollständiger Name Jimmy Nicolás Schmidt Vallejo (* 15. Dezember 1981 in Montevideo), ist ein uruguayischer Fußballspieler.

## Karriere

### Vereine
Der 1,92 Meter große Torhüter Schmidt stand zu Beginn seiner Karriere von 1999 bis Ende 2002 in Reihen der Mannschaft von Nacional Montevideo. In der ersten Jahreshälfte 2003 gehörte er dem Kader von Villa Española an. Plaza Colonia war für den Rest des Jahres sein Arbeitgeber. Von Juli 2005 bis zum Jahresende spielte er in Belgien für RAEC Mons. Dort bestritt er drei Ligapartien. Anschließend kehrte er zu Plaza Colonia zurück und wurde in zwei Begegnungen der Primera División eingesetzt. Im Juli 2005 verpflichteten ihn die Rampla Juniors. Bei den Montevideanern lief er in der Apertura 2005 in 16 Erstligaspielen auf. Anfang Januar 2006 schloss er sich bis zum Ende der Saison 2005/06 dem spanischen Zweitligisten Hércules Alicante an. Von seinem Debüt am 22. Januar 2006 gegen Recreativo de Huelva bis zu seinem letzten Ligaspiel am 12. Februar 2006 kam er insgesamt viermal in der Segunda División zum Einsatz. 2007 absolvierte er 19 Partien in der höchsten uruguayischen Spielklasse für Central Español. Während des Jahres 2009 wird ein Engagement in Peru bei Sport Áncash für ihn geführt. Er kam in diesem Zeitraum in 36 Aufeinandertreffen der Primera División zum Einsatz. Ab Januar 2011 setzte er seine Karriere bei Cobresol fort und wirkte in 13 Erstligabegegnungen mit. In den Jahren 2012 und 2013 war er für den Envigado FC aktiv und bestritt Spiele der höchsten kolumbianischen Spielklasse, sieben Partien in der Copa Colombia und zwei Begegnungen in der Copa Sudamericana 2012. Ab Mitte Januar 2015 wird ein Engagement beim Huracán Football Club für ihn geführt. Der uruguayische Zweitligist griff in der Saison 2014/15 in acht Spielen der Segunda División auf seine Dienste zurück.

### Nationalmannschaft
Schmidt gehörte dem Kader der uruguayischen U-20-Nationalmannschaft an, die an der U-20-Südamerikameisterschaft 2001 in Ecuador teilnahm.